# 33162 Sofiarandich
33162 Sofiarandich este o planetă minoră (asteroid), cu un diametru de 2,589 km, din centura de asteroizi. A fost descoperită pe 27 februarie 1998 la stazione osservativa di Asiago Cima Ekar⁠(d) de Giuseppe Forti⁠(d) și a fost numită după Sofia Randich⁠(d). 
Obiectul prezintă o orbită caracterizată de o semiaxă mare de 2,5938458 UAi, o excentricitate de 0,14, o înclinație de 1,24598 ° în raport cu ecliptica.